# Icehouse
Icehouse — австралийская рок-группа, образованная (первоначально под названием Flowers) в Сиднее в 1977 году. Через состав группы прошли в общей сложности 20 музыкантов (в их числе — Гай Пратт, известный по сотрудничеству с Pink Floyd), но единственным постоянным участником и основным автором в течение тридцати лет оставался её лидер, вокалист и мультиинструменталист Айва Дэйвис.
Первое время группа играла паб-рок, затем постепенно приняла синт-поп-звучание, стала частью австралийской новой волны и добилась международного успеха — прежде всего, с синглами «Hey Little Girl» (1982, #7 Aus, #17 UK), «Crazy» (1987, #4 Aus, #38 UK, #14 US) и «Electric Blue» (1987, #1 Aus, #7 US).
Десять альбомов Icehouse входили в австралийский Top 10; три из них (Icehouse, 1980; Primitive Man, 1982; Man of Colours, 1987) поднимались в первую пятёрку. Четыре альбома Icehouse входили в Billboard 200, два — в UK Albums Chart.
16 августа 2006 года Icehouse были введены в Зал славы ARIA (Австралийская ассоциация звукозаписи) и представлены на церемонии как «… одна из самых успешных австралийских групп 80-х и 90-х годов… бескомпромиссно относившаяся к творческому процессу».
14 марта 2009 года Icehouse после продолжительного перерыва собрались вновь, чтобы выступить в рамках благотворительного проекта Sound Relief (на стадионе Sydney Cricket Ground), собиравшего средства пострадавшим от февральских пожаров в штате Виктория.

## Дискография

### Альбомы
- Icehouse (1980) (как альбом  группы Flowers. На некоторых рынках продавался как альбом Icehouse)
- Primitive Man (1982) (в Великобритании вышел под названием Love In Motion в 1983 году)
- Sidewalk (1984)
- Measure for Measure (1986)
- Man of Colours (1987)
- Code Blue  (1990)
- Big Wheel  (1993)
- Full Circle (1994)
- The Berlin Tapes (1995)
- Meltdown (2002)
- Icehouse – 30th Anniversary Edition (2011)